# Секретные материалы (сезон 11)
Премьера одиннадцатого сезона американского научно-фантастического телесериала «Секретные материалы» состоялась 3 января 2018 года на телеканале Fox. Сезон состоит из десяти эпизодов и завершен 21 марта 2018 года. Российская премьера первой серии сезона состоялась на телеканале «ТВ-3» 4 января 2018 года в 23:00, через несколько часов после премьеры в США. Из-за плотного графика главных актёров было снято 10 серий, съёмки начались 8 августа и завершились 21 декабря 2017 года в Ванкувере.
Сезон содержит 3 эпизода, посвященных «мифологии сериала», и 7 отдельных эпизодов с «монстрами недели». Мифология сезона посвящена поиску пропавшего сына агентов Скалли и Малдера. Последний сезон с участием агента Скалли, персонажа актрисы Джиллиан Андерсон.

## В ролях

### Главные актёры
- Дэвид Духовны — Фокс Малдер, агент ФБР[6]
- Джиллиан Андерсон — Дана Скалли, врач и агент ФБР[6]
- Митч Пиледжи — Уолтер Скиннер, заместитель директора ФБР[7]

### Второстепенные роли
- Уильям Б. Дэвис — Курильщик, бывший правительственный чиновник и заклятый враг Малдера и Скалли, который работал, чтобы скрыть правду о существовании инопланетян и их план по колонизации Земли. Оказавшийся отцом Малдера и сына Скалли (Уильяма).[8]
- Аннабет Гиш — Моника Рейес, агент ФБР[9]
- Барбара Херши — Эрика Прайс[10]
- Джеймс Пикенс младший — заместитель директора ФБР Элвин Кёрш
- Майлз Роббинс — Джексон Ван Де Камп / Уильям Скалли[11][12]

### Приглашённые актёры
- Лорен Эмброуз — агент Лиз Эйнштейн, врач, напарник Миллера[13]
- Робби Амелл — агент Кид Миллер, верящий в паранормальные явления так же, как и Малдер[13]
- Крис Оуэнс — Джеффри Спендер[14]
- Дин Хэглунд — Лэнгли, один из «Одиноких стрелков»[14]
- Хэйли Джоэл Осмент — Дэйви Джеймс[15]
- Джоэл Макхейл — Тэд О’Мэлли

## Производство

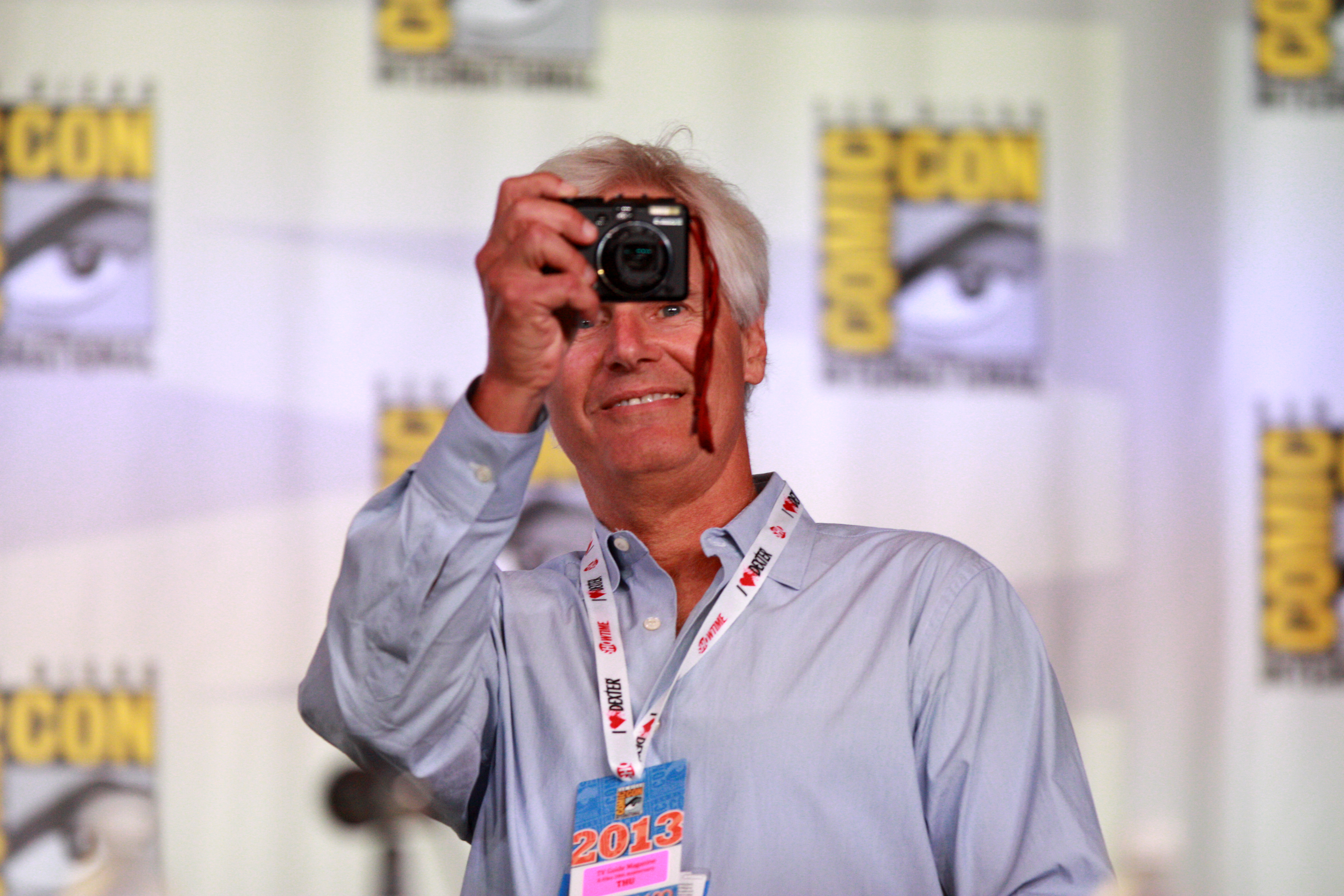
Крис Картер

Создатель сериала Крис Картер в октябре 2016 года сообщил о том, что съёмки начнутся в 2017 году, часть сцен планируется отснять в Ванкувере. Так же он сообщил о том, что ему хотелось, чтобы в этом сезоне было больше серий, чем в предыдущем. В том же месяце представитель FOX сообщил, что ведутся переговоры с ключевыми фигурами: Картером, Андерсон и Духовны. В ноябре стало известно, что в связи высокими рейтингами 10 сезона FOX готова анонсировать начало работы над 11 сезоном. В январе 2017 президент компании FOX Дэвид Мэдден сообщил, что ведутся переговоры с ключевыми актерами, а самой большой сложностью является согласование расписания. В апреле 2017 представитель компании FOX объявил о том, что новый сезон выйдет в конце 2017 года — начале 2018. Актёры Андерсон и Духовны оповестили подписчиков о новом сезоне с помощью фото. Съёмки стартовали 8 августа 2017 года. 8 октября 2017 г. на закрытии New York Comic Con был продемонстрирован трейлер 11-го сезона. 25 декабря в сети появились первый тизер и видеоролик к новому сезону. Видео содержит сцены со съёмок и комментарии актеров и создателей шоу. На волне успеха прошлого сезона компания Fox анонсировала новую игру «The X-Files: Deep State» по мотивам сериала для мобильных устройств на iOS, Android и социальной сети Facebook.

### Сценарий
О, теперь вы верите в инопланетную жизнь?

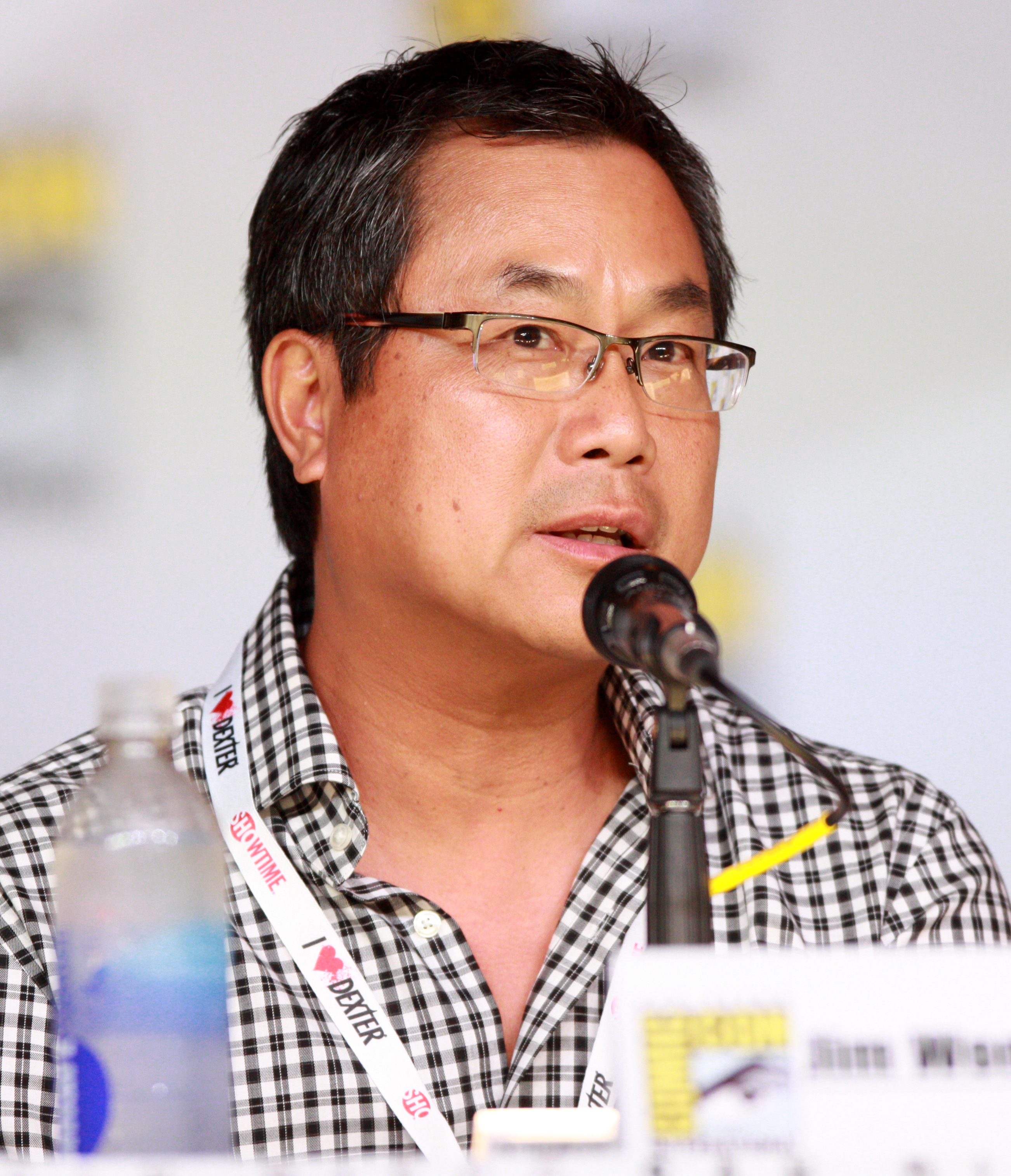
Джеймс Вонг

Для написания сценариев к новому сезону вновь пригласили Глена и Дэрина Моргана, которые работали над  10 сезоном. Ими были написаны сценарии к сериям «Снова дома» и «Малдер и Скалли встречают двуликого монстра», а также «Из открытого космоса» Джо Чанга. В июне 2017 они уже обсуждали идеи с создателем шоу Крисом Картером. Глен также сообщил, что он напишет сценарии для двух серий, а его брат — для одной. В июне Джеймс Вонг вернулся для работы над 11 сезоном, рассказав, что у него уже есть идея для новой серии, которой он поделился с Картером и остальными участниками проекта. Для работы над сценариями были приглашены Гейб Роттер, Бенджамин Ван Аллен и Брэд Фоллмер. Андерсон заметила, что состав сценаристов полностью мужской, и не помешало бы добавить хотя бы одну женщину, потому что из сценариев к 207 эпизодам только 2 были написаны женщиной, по её мнению, они способны на большее. По словам Картера, они пытались собрать всех сценаристов, которые ранее писали для сериала, но оказалось, что ряд из них занят в других проектах, поэтому полного состава сценаристов у шоу сейчас нет.

### Подбор актёров

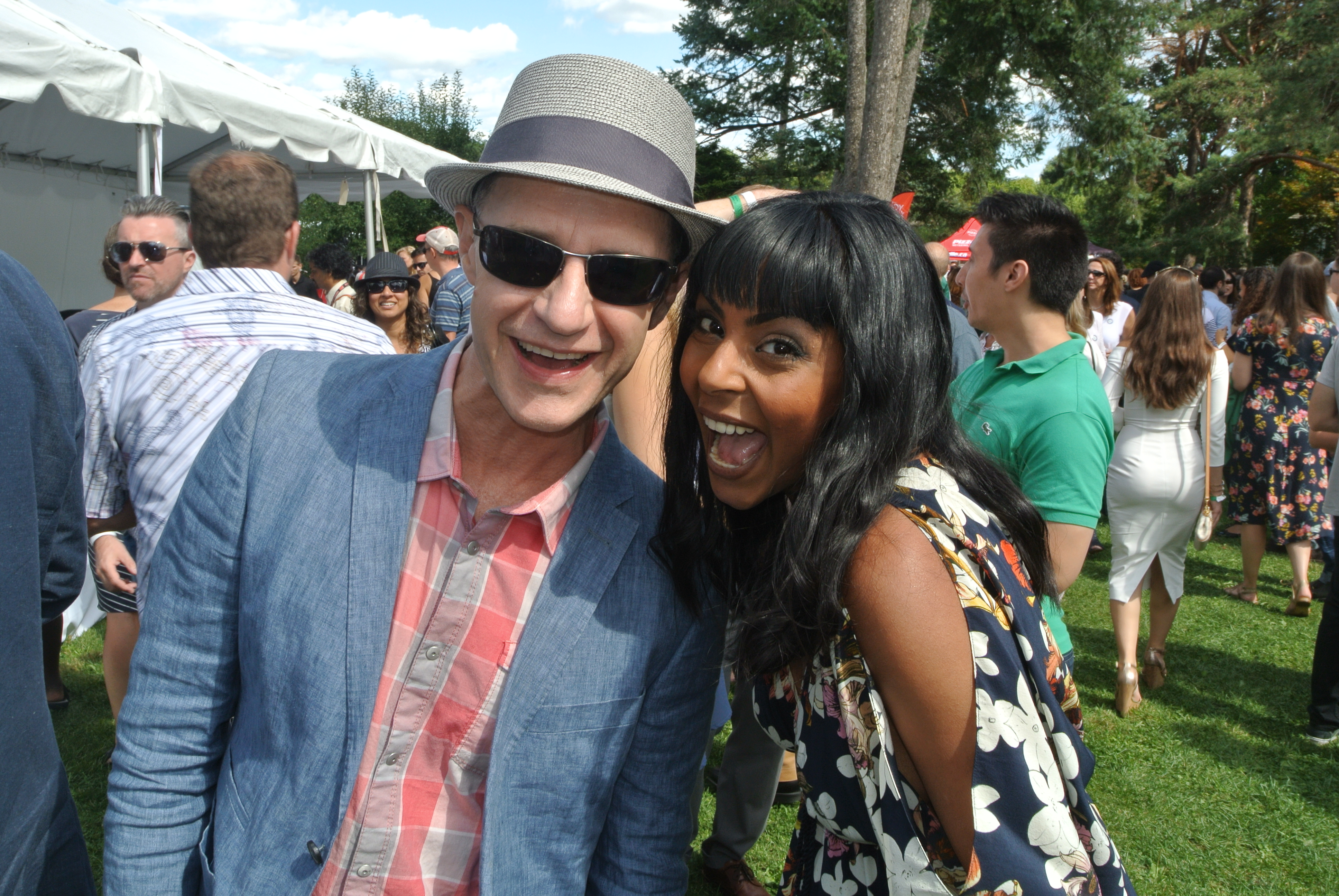
Крис Оуэнс

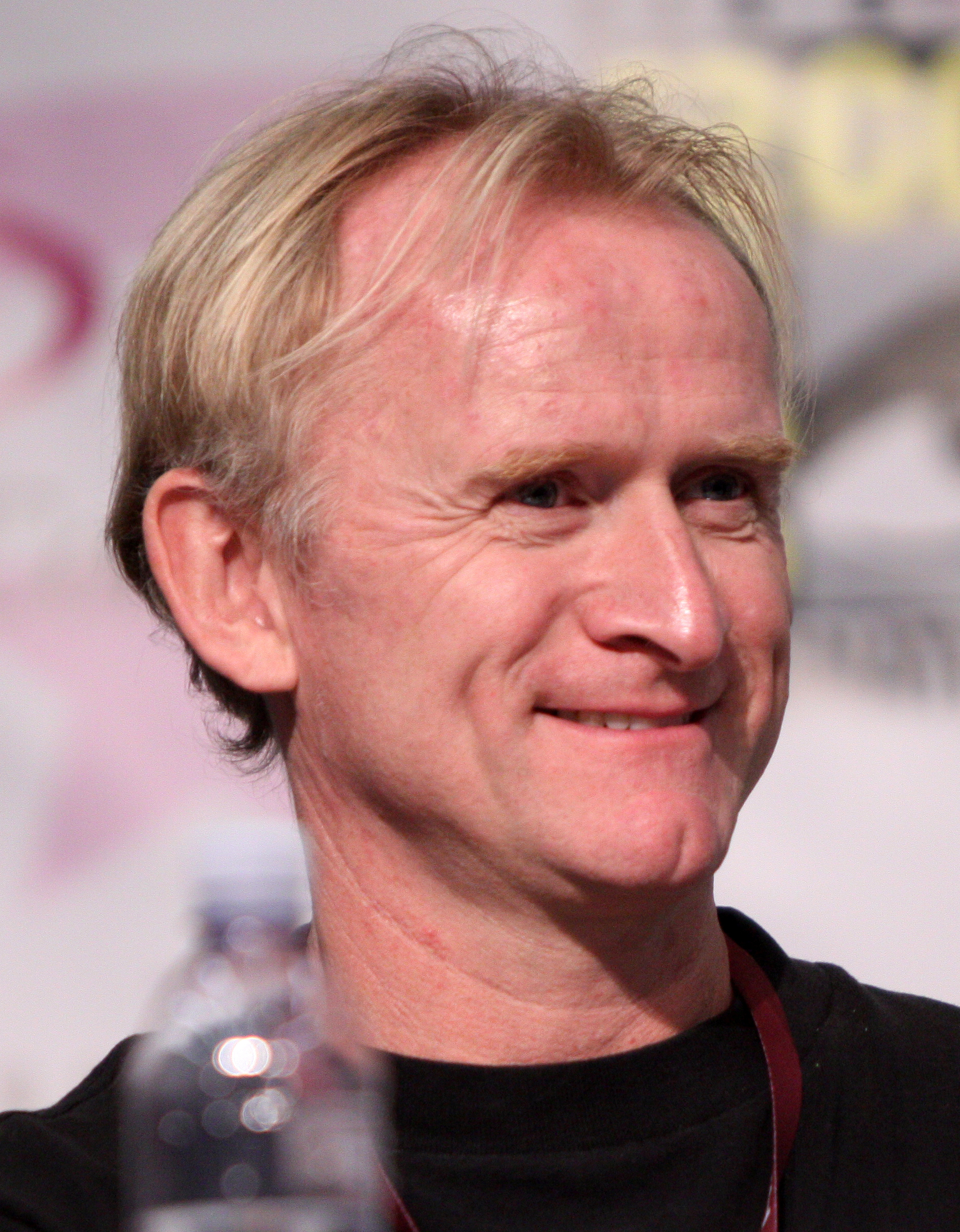
Дин Хэглунд

В июле 2017 Митч Пиледжи, один из ветеранов шоу, впервые появившийся на экране в первом его сезоне, подтвердил, что появится в новых сериях. В августе 2017 благодаря интервью на ежегодном Комик-Коне стало известно, что этот сезон станет последним для персонажа актрисы Джиллиан Андерсон. В связи с этим Крис Картер поспешил успокоить зрителей, сообщив, что им предстоит рассказать еще множество историй. Свой уход она объяснила тем, что устала гоняться за призраками в свои 49 лет, её гонорары всегда меньше, чем у её партнера Духовны, а среди режиссеров сериала нет ни одной женщины. Исполнитель роли агента ФБР Спендера, Крис Оуэнс вновь появится на экране, однако теперь зритель сможет узнать актёра, на лице которого будут лишь шрамы. Дин Хэглунд, сыгравший «Одинокого стрелка» Ричарда Ленгли, также вернется в новом сезоне: несмотря на то, что его персонаж давно погиб, он появляется в галлюцинациях Малдера в пятой серии 10 сезона. В сентябре стало известно, что Карин Коновал, сыгравшая миссис Пикок в эпизоде «Дом» четвёртого сезона, появится в новом эпизоде. Ранее своё участие подтвердили актеры Аннабет Гиш и Уильям Б. Дэвис. Лорен Эмброуз и Робби Амелл снова появятся на экранах, исполняя роли юных агентов ФБР.

### Съёмки

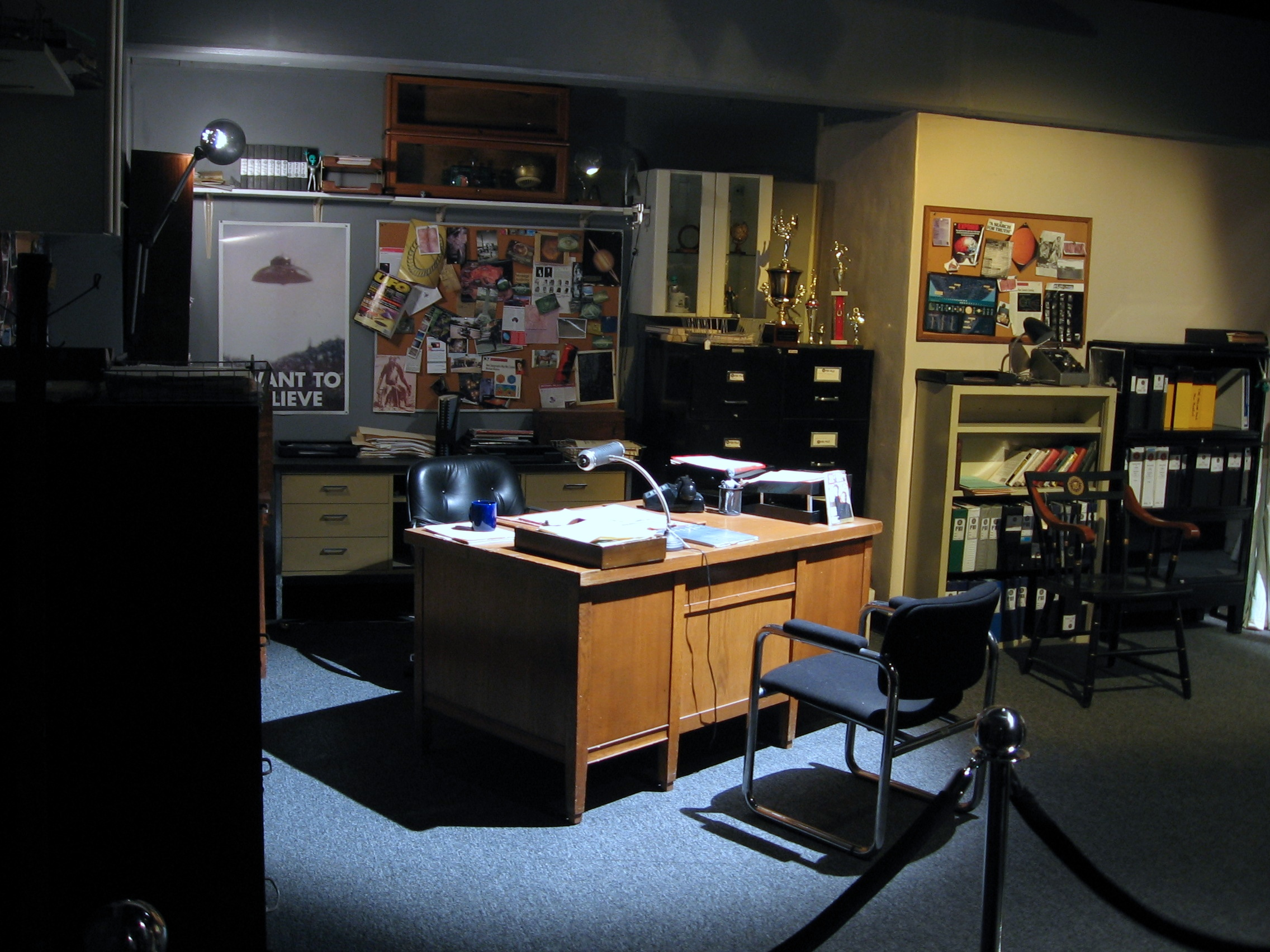
Декорации офиса агентов.

Если бы это был последний эпизод, был бы я счастлив? Я не знаю. Это поднимает так много вопросов. Я стою с ними на конце своеобразного пирса и думаю о невозможности подобного и невозможности незнания того, что будущее для них готовит.
Стартовали 8 августа 2017 в Ванкувере, Британская Колумбия. Там же был снят и предыдущий сезон, как и 5 сезонов оригинального шоу. После шума, причиной которому стало отсутствие женщин-сценаристов или режиссеров в шоу, в августе 2017 года было объявлено о том, что Кэрол Банкер, сценарист оригинального шоу, которая стала режиссёром сериала «Одинокие стрелки», и Холли Дейл присоединятся к режиссёрскому составу. Съёмки заняли не более 2 месяцев, так как уже 8 октября на фестивале Комик Кон было представлено первое видео со съёмок. Режиссёры шоу обычно снимают так, чтобы зритель не мог угадать то, что съёмки ведутся в Канаде, однако периодически в кадре появляются памятники архитектуры, которые говорят о месте съёмки.

## Список серий
Знаком ‡ выделены эпизоды, относящиеся к так называемой «мифологии» сериала (его основной сюжетной линии).
| № общий | № в сезоне | Название                                                            | Режиссёр     | Автор сценария                 | Дата премьеры   | Произв. код | Зрители в США (млн) |
| --- | ---------- | ------------------------------------------------------------------- | ------------ | ------------------------------ | --------------- | ----------- | ------------------- |
| 209 | 1          | «Моя борьба III»‡ «My Struggle III»                                 | Крис Картер  | Крис Картер                    | 3 января 2018   | 2AYW01      | 5.15                |
| События продолжаются после шокирующего финала 10 сезона. Малдер и Скалли узнают, что они не единственные, кто отчаянно ищет своего давно потерянного сына, Уильяма. Судьба всего мира может зависеть от этого. |            |                                                                     |              |                                |                 |             |                     |
| 210 | 2          | «Это» «This»                                                        | Глен Морган  | Глен Морган                    | 10 января 2018  | 2AYW02      | 3.95                |
| Старый друг обращается к Малдеру и Скалли, казалось бы, невозможным способом, открывая страшную тайну. |            |                                                                     |              |                                |                 |             |                     |
| 211 | 3          | «Плюс один» «Plus One»                                              | Кевин Хукс   | Крис Картер                    | 17 января 2018  | 2AYW03      | 3.95                |
| Поток смертей, в которых жертвы страдали от собственных двойников, приводит Малдера и Скалли к паре близнецов, играющих в опасную игру.                                                                        |            |                                                                     |              |                                |                 |             |                     |
| 212 | 4          | «Потерянное искусство пота на лбу» «The Lost Art of Forehead Sweat» | Дэрин Морган | Дэрин Морган                   | 24 января 2018  | 2AYW04      | 3.87                |
| Исследуя идею эффекта Манделы, в которой большие группы людей помнят альтернативную историю, Малдер и Скалли узнают, как, возможно, могли возникнуть «Секретные материалы».                                    |            |                                                                     |              |                                |                 |             |                     |
| 213 | 5          | «Гули»‡ «Ghouli»                                                    | Джеймс Вонг  | Джеймс Вонг                    | 31 января 2018  | 2AYW05      | 3.64                |
| Когда пара девочек-подростков нападают друг на друга, каждая из которых считает другую монстром, Малдер и Скалли обнаруживают, что их расследование может привести к их давно потерянному сыну, Уильяму.       |            |                                                                     |              |                                |                 |             |                     |
| 214 | 6          | «Котёнок» «Kitten»                                                  | Кэрол Бэнкер | Гейб Роттер                    | 7 февраля 2018  | 2AYW06      | 3.74                |
| Скиннер выходит из себя, когда события из его прошлого возвращаются и преследуют его. Когда Малдер и Скалли пытаются найти его, их растущее недоверие к нему достигает своего пика.                            |            |                                                                     |              |                                |                 |             |                     |
| 215 | 7          | «Rm9sbG93ZXJz» «Rm9sbG93ZXJz»                                       | Глен Морган  | Шеннон Хамблин и Кристен Клоук | 28 февраля 2018 | 2AYW07      | 3.23                |
| В мире постоянно растущей автоматизации и искусственного интеллекта Малдер и Скалли оказываются мишенями в смертельной игре в кошки-мышки.                                                                     |            |                                                                     |              |                                |                 |             |                     |
| 216 | 8          | «Фамильяр» «Familiar»                                               | Холли Дэйл   | Бенджамин ван Аллен            | 7 марта 2018    | 2AYW09      | 3.46                |
| Малдер и Скалли расследуют жестокое нападение животного на маленького мальчика в Коннектикуте, подозревая, что в этом могут быть замешаны темные силы.                                                         |            |                                                                     |              |                                |                 |             |                     |
| 217 | 9          | «Ничто не вечно» «Nothing Lasts Forever»                            | Джеймс Вонг  | Карен Нильсен                  | 14 марта 2018   | 2AYW08      | 3.01                |
| Расследуя кражу человеческих органов, Малдер и Скалли раскрывают таинственный культ, использующий жуткие ритуалы.                                                                                              |            |                                                                     |              |                                |                 |             |                     |
| 218 | 10         | «Моя борьба IV»‡ «My Struggle IV»                                   | Крис Картер  | Крис Картер                    | 21 марта 2018   | 2AYW10      | 3.43                |
| Малдер и Скалли стремятся найти сбежавшего Уильяма, в то время как Курильщик готов привести в действие свой окончательный план.                                                                                |            |                                                                     |              |                                |                 |             |                     |

## Комментарии
1. ↑  Кодировкой Base64 расшифровывается как «Followers» (в значении «Взыскание долгов»).[58]